# Papež Janez XV.
Papež Janez XV. (latinsko Papa Joannes Quintus Decimus), katoliški Rimljan italijanskega porekla, škof in papež; * 10. stoletje Rim (Papeška država, Vzhodno Frankovsko kraljestvo), † 1. april 996 Rim (Papeška država, Sveto rimsko cesarstvo, danes: Italija) 

Bil je papež od svoje izvolitve avgusta 985 do smrti 1. aprila 996.

## Življenjepis
Janez XV.  (latinsko Joannes Quintus Decimus) je po seznamu papežev 137., v Mračnem stoletju pa 31. papež. 

### Mladost in cerkveni vzpon
Bil je sin rimskega prezbiterja Leona. V sorodstvu je bil z mnogimi odličnimi rimskimi plemiškimi družinami.  Izhaja iz rimske četrti Gallina Alba. Postal je kardinal-duhovnik pri San Vitale. Letopis Martina Opavskega ga opisuje kot izredno izobraženega moža, ki je napisal številne knjige. 

## Papež

### Volitve z mračnim ozadjem
Po nasilni smrti Janeza XIV. (983-984) se je usidral z nasiljem in strahovlado Bonifacij VII., tisti kardinal Francone di Ferruccio torej, ki je že pod Benediktom VII. poskušal zasesti papeški prestol. Bonifacij je ostal gospodar Rima vse do 20. julija 985, ko je nenadoma umrl, verjetno kot žrtev zarote. Šele sedaj so mogli izvoliti novega papeža v mesecu avgustu. 

Nekateri viri menijo, da je bil izvoljen po milosti Krescencija.  Drugi pa nasprotno trdijo (Gregorovius, Rendina), da Janez XV. izhaja iz družine, ki ni bila naklonjena Krescencijem in da je torej bil izvoljen s podporo cesarske stranke, ki je bila močna kljub mladoletnosti cesarja Otona III.; Janezova družina je bila celo sovražno razpoložena do Krescencijev, čeprav je imel v Rimu vso oblast; do papeža se je vsaj od začetka pokazal dokaj strpnega.  

### NaklonjenClunyju
Janez XV. je veljal za razgledanega moža, naklonjenega clunyjski reformi, vendar se je Rimljanom zameril zaradi prehudega pohlepa in preveč očitne naklonjenosti svojim sorodnikom. Kmalu je prišel v spor z gospodovalnim Krescencijem II., zapustil Rim in na pomoč poklical Otona III. (983-1002). V strahu pred Otonovo vojsko se je Krescencij spravil s papežem in ga poklical nazaj v Rim. Še pred Otonovim prihodom je Janez XV. 1. aprila 996 umrl. 

### Prva slovesna kanonizacija
Na lateranski sinodi 11. junija 993 je škofa Ulrika Augsburškega, ki je umrl v sluhu svetosti 973, razglasil za svetnika; dogodek je naznanil s posebno bulo; to je prvi znani primer v zgodovini, da svetnika razglasi papež; kanonizacija, razglasitev za svetnika, je šele od začetka 13. stoletja redno pridržana papežu.  Posledično ni potrebna posebna razglasitev za tiste svetnike, ki so jih po raznih škofijah ali v celotni Cerkvi do tedaj kot take častili, kar velja tudi za sv. Domicijana in nekatere druge svetnike na slovenskem narodnostnem ozemlju, ki so jih častili duhovščina in ljudstvo kot svete in se priporočali njihovi priprošnji že pred tem časom. 

Sam dogodek pa je potekal takole:
Papež je ob tej priložnosti sklical duhovščino in ljudstvo; augsburški nadškof Liutold pa je dejal: »Sveti oče! Če ti in tukaj zbrani škofje in duhovniki dovolijo, bom prebral spis, ki obravnava življenje in čudeže častitljivega Ulrika, da boste lahko presodili, ali je vreden češčenja ali ne.« Ko je končal branje spisov, je papež dejal: »Ker spomin častivrednega škofa že sedaj častijo kot svetnika, naj raste odslej njegovo češčenje v Božjo slavo.« 

### Dela
- »Documenta Catholica Omnia« (v latinščini). Pridobljeno 6. decembra 2011.

- Čeprav je bil v samem Rimu praktično brez moči, je v svetu uspešno uveljavljal papeško avtoriteto: razsodil je v sporih zaradi nadškofije Reims, posredoval je za sklenitev miru med angleškim kraljem Etelredom in normanskim vojvodom Rihardom. Papeški legat Leo Trevi je posredoval v papeževem imenu in dosegel podpis miru v Rouenu 1. marca 991, glede česar je izdal papež posebno bulo. [13]
- Pod vladanjem Janeza XV. so se okrepili diplomatski odnosi z nadškofi v Angliji, Franciji, Nemčiji in Italiji, ki jih je papež poklical v Rim, da bi jim podelil lastnoročno palij.
- Poljski vladar Mješko I. je podaril svoja ozemlja Apostolskemu sedežu, kar je pospešilo misijonsko delo med Slovani.
- Leta 988 se je dal krstiti kijevski knez Vladimir (978-1015), za njim pa je sprejelo krst tudi rusko ljudstvo. [14]

### Brižinski spomeniki
Približno v času vladanja Janeza XV. so nastali brižinski spomeniki, najstarejše ohranjeno slovensko pisano besedilo, ki odpira pogled v prvotno obdobje krščanstva med Slovenci in se sestojijo iz treh zapisov. Njihov prepis je bil izročen slovesno ob prvem vseslovenskem romanju v Rim Janezu Pavlu II.. Slovenija je tedaj obhajala 1000-letnico Brižinskih spomenikov, najstarejšega slovenskega verskega in kulturnega dokumenta, ki je prvo katehetsko-liturgično besedilo v slovenskem jeziku. 

## Smrt in spomin

### Smrt
Umrl je po desetih letih in sedmih mesecih vladanja nenadne smrti za vročino v Rimu, 1. aprila 996. 

### Pokop in napis
Pokopan je v Stari cerkvi Sv. Petra v Rimu, v oratoriju Sv. Marije, vendar je bil pri podiranju stare in graditvi nove bazilike v 17. stoletju njegov grob uničen. Na grobu je bil naslednji napis: 
| Epitaf Janezu XV. (latinski izvirnik) Clauditur hoc tumulo venerabilis ille (Johannes). | Epitaf Janezu XV. (slovenski prevod) V tem grobu je pokopan tisti blaženi (Janez). |

### Mračno stoletjeincezaropapizem
- Z vzpostavitvijo rimsko-nemškega cesarstva 962 se je začela oblikovati tudi t.i. Reichskirche (državna Cerkev). Že Karel Veliki je v nekaterih primerih sam imenoval škofe, Oton I. pa je njegov državni cerkveni sistem dopolnil. Zagotovil si je pravico imenovanja in umeščanja škofov; tako je uvedel laično investituro za visoke cerkvene službe, ki so odslej bile povezane z bogatimi fevdi. Škofje so z umeščanjem postali cesarjevi vazali, Cerkev je vse bolj postajala »osrednja državna ustanova«. V času Otona III. je laična investitura postala že reden državni sistem, istočasno pa so se pojavile številne neugodne posledice takega sestava; za Cerkev je bilo torej povezovanje s fevdalnim sistemom pogubno. [18] Z obnovo Svetorimskega cesarstva nemške narodnosti je po Mračnem stoletju nastopil torej za Cerkev čas prav tako mračnega cezaropapizma z laično investituro, kar je pripeljalo do dolgotrajnega, nepopustljivega in izčrpljujočega investiturnega boja. Cesar se je začel vmešavati v cerkvene zadeve ne le z umeščanjem škofov in opatov, ampak tudi s postavljanjem in odstavljanmjem papežev.
- V takratni družbi je bilo marsikaj slabega, kar je najedalo tudi Cerkev tako od zunaj kot od znotraj. Tako si lahko ustvarimo mnenje, da je to bil v resnici strašen čas. [19]